# Rhopalosiphoninus celtifoliae
Rhopalosiphoninus celtifoliae är en insektsart. Rhopalosiphoninus celtifoliae ingår i släktet Rhopalosiphoninus och familjen långrörsbladlöss. Inga underarter finns listade i Catalogue of Life.